# Escut de Vilalba dels Arcs
L'escut oficial de Vilalba dels Arcs té el següent blasonament:
Escut caironat: d'atzur, una muralla de dues torres oberta d'argent acompanyada al cap d'una estrella de 8 puntes d'argent i sostinguda sobre un peu de gules amb una creu plena d'argent. Per timbre una corona mural de vila.

## Història
Va ser aprovat el 10 de juliol de 1991.
Vilalba (que significa "vila blanca") va obtenir la carta de poblament dels templers de Miravet el 1224. Des de 1359 va pertànyer als cavallers hospitalers d'Ascó, i al final del segle xv va esdevenir el centre d'una comanda de Sant Joan de l'Hospital. L'escut ostenta una muralla torrejada d'argent amb una porta oberta que simbolitza la "vila blanca", amb una estrella que és un senyal tradicional. Al peu hi ha la creu dels templers i els hospitalers.